# Kunie Shishikura
Kunie Shishikura (jap. 宍倉邦枝 Shishikura Kunie; ur. 13 lipca 1946 w prefekturze Chiba, zm. 4 stycznia 1998) – japońska siatkarka. Srebrna medalistka igrzysk olimpijskich w Meksyku i złota medalistka mistrzostw świata w piłce siatkowej kobiet w 1967.